# Factor de coagulación X
El factor de coagulación X es una proteína con propiedades enzimáticas que participa en la cascada de la coagulación. También es conocida como factor Stuart Prower o autoprotrombina III. Forma parte de un grupo de enzimas conocidas como Serino proteasas, y dentro de los factores de coagulación pertenece al grupo de los factores dependientes de vitamina K, entre los que se encuentran los factores II, VII, IX y X. El Factor X es relativamente estable en suero a 37 °C y a un pH 6-9, sin embargo se inactiva rápidamente fuera de estos valores. (Platt, 1982, pág. 307)
El gen que codifica para este factor se encuentra en el brazo largo del cromosoma 13 en proximidad al gen del factor VII. Este gen se expresa de manera principal en el hígado, por lo que el principal sitio de síntesis de este factor es en el hígado, desde donde pasa a la circulación general luego de ser gamma carboxilado.
Tiene otras actividades biológicas que no están directamente relacionadas con la coagulación como actividades mitogénicas en células del músculo liso y posee actividades proinflamatorias mediadas por receptores.

## Fisiología
El mecanismo de coagulación sanguínea in vivo ocurre simultáneamente por vía intrínseca y vía extrínseca; ambos culminan en la formación de fibrina a través del mecanismo común. La activación del factor X por el factor IX activado requiere de la presencia de factor VIII activado como cofactor. La activación del factor II por el factor X activado requiere de la presencia de factor V activado como cofactor. Ambos pasos requieren de la presencia de fosfolípidos anionicos.
En el caso de la vía extrínseca la activación ocurre cuando se produce el daño vascular y se expresa el Factor Tisular, el cual se une al factor VIIa. Por el otro lado la activación en la vía intrínseca involucra la interacción del factor IXa y el factor VIIIa, llamado trombina. Se forma un complejo junto con el factor IX activado, al calcio y a los fosfolípidos. Este complejo VIII-IX-Ca-fosfolípidos, se llama complejo tenasa, el cual transforma al factor X a factor X activado. Una vez el factor Xa es formado ocurre la conversión de protrombina (factor II), a trombina (forma activa). La trombina actúa sobre la molécula de Fibrinógeno y se forma la malla de Fibrina. La malla de fibrina refuerza el tapón hemostático primario o plaquetario y la hemostasia es conseguida.
El factor Xa también puede suprimir la cascada de coagulación al inactivar el factor VIII y el factor del tejido. Además el factor Xa puede ser desactivado al formar un complejo con antitrombina para ser procesado y eliminado por el hígado.

## Inhibidores directos del factor Xa
Considerando los datos de los ensayos preclínicos y clínicos publicados hasta la fecha, los inhibidores directos del factor Xa (como el Rivaroxaban) son útiles en la prevención de eventos tromboticos, especialmente en la fibrilacion auricular no valvular.

## Deficiencia
Esta condición está relacionada con diferentes factores, en primer lugar un defecto en el gen que codifica para este factor que ocasiona una deficiencia hereditaria autosómica recesiva, generalmente los heterocigotos se mantienen asintomáticos.
Esta condición genética ocasiona que exista muy poca cantidad del factor X en la sangre lo que ocasiona problemas de coagulación que genera diferentes síntomas. En el caso de mujeres pueden sufrir de sangrados menstruales prolongados y sangrados después del parto. También se puede presentar sangrado nasal, en las articulaciones, a nivel muscular y en las membranas mucosas.
La deficiencia del factor X es poco frecuente, afecta a 1 de cada 500,000 personas. (Baltimore Washington Medical Center, 2012)
Otras causas de la deficiencia de carácter adquirido suelen formar parte del denominado déficit del complejo protrombínico, es decir, aparecen en las enfermedades hepáticas y en la deficiencia de la vitamina K.